# 猴ドウ猫村
座標: 北緯25度05分14秒 東経121度49分37秒 / 北緯25.0873326度 東経121.8269607度
猴硐猫村（こうどう猫村。あるいは猴硐猫街）は台湾新北市瑞芳区猴硐の猴硐駅近くに位置する光復里柴寮路の一帯を中心とする山腹の古い住宅街である。猫が多く生息し、観光名所となっている。2013年にはCNNにより「猫が観光名所を凌駕する5つの場所（英語：5 places where cats outshine tourist attractions）」のひとつとして紹介された。 

## 概況

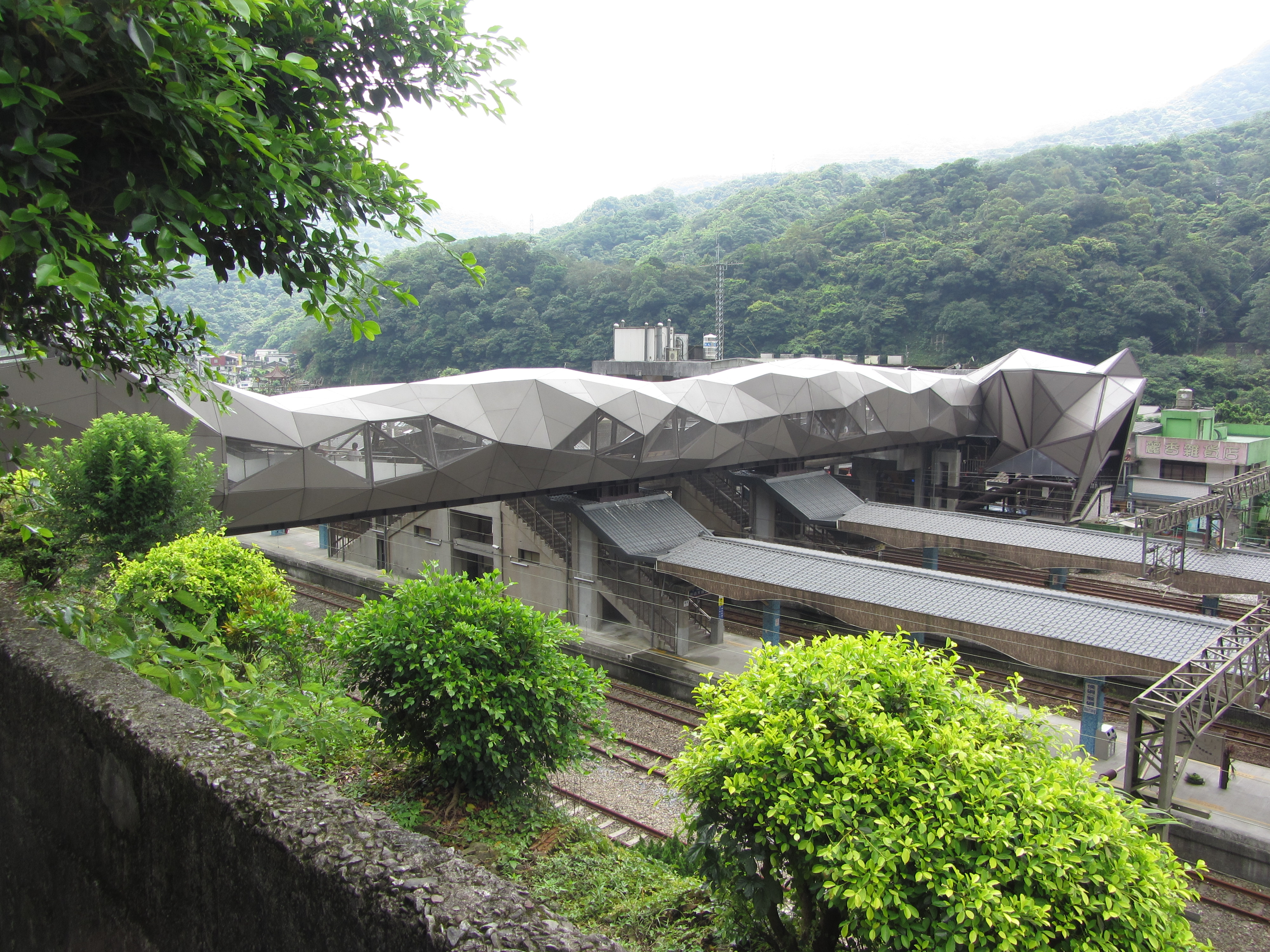
猴硐猫橋

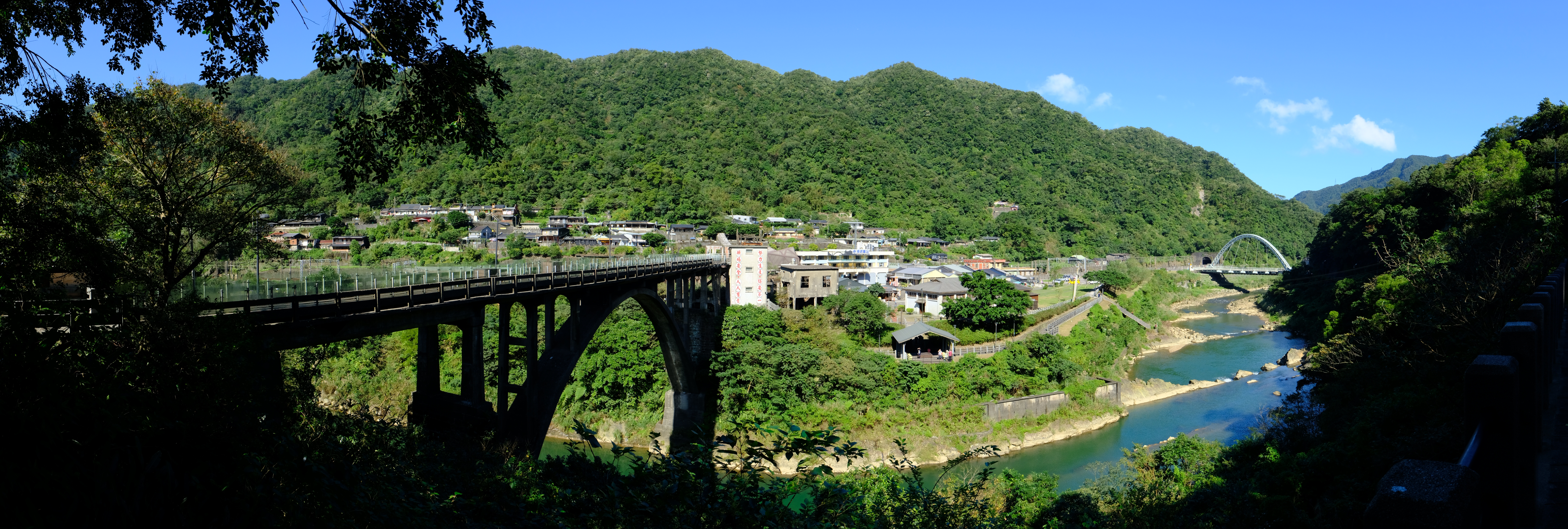
猴ドウ猫村パノラマ

猫村一帯は元々は炭鉱があり、炭鉱の坑道の木製の梁や柱を食い荒らすネズミを駆除してもらう為に猫を飼っていた。そのため、以前から多くの野良猫が生息していたが繁殖力が強い動物なので、100匹以上の猫が生息するに至った。そして2009年10月31日に始まった猫愛好家有志による「猫との共生で猴硐は最も美しい」をスローガンとする活動の結果、猫たちの居住環境は全く新しいものとなった。
かつては村への道は狭くて老朽化した「猫橋」と呼ばれる跨線橋だったが、2013年3月30日に1匹のコーヒー色の猫を象った新猫橋に架け替わった。光復里の住民が渡れるのみならず、専用の餌台も設置され観光客が猫に餌を与えることも可能となった。台湾のみならず世界で唯一の人猫共用橋であるとされる。
猫を目当てとした観光客は年間で推定100万人に上るが、「猫を捨てに来る人が後を絶たない」「観光客が猫を触れたり餌を与えたりすることにより、猫の健康が懸念される」等の問題も浮上している。

## 猫村を題材にした書籍等
- 猫夫人『猴硐：猫城物語』猫頭鷹、2010年7月 ISBN 978-986-12-0182-5